# Hiver, va-t-en !

Hiver, va-t-en ! (en russe : Зима, уходи!, Zima, oukhodi!) est un film documentaire russe sorti en 2012, produit par Marina Razbejkina et réalisé par dix de ses élèves.
Le film présente la contestation anti-Poutine lors de la campagne présidentielle de 2012.

## Genèse du film
Le tabloïd russe Novaïa Gazeta ayant suggéré à la réalisatrice de documentaires Marina Razbejkina de produire un film sur la campagne présidentielle de 2012, celle-ci demande ensuite à dix élèves de son École de cinéma et de théâtre documentaire Marina Razbejkina et Mikhaïl Ougarov de filmer pendant deux mois cette campagne et, principalement, la contestation à l'encontre de Vladimir Poutine.

## Synopsis
« Le pouvoir aux millions, pas aux millionnaires »

— slogan du film
Une bouteille verse de la vodka dans des verres. Deux hommes âgés discutent et regrettent le temps de la grande Russie.
Après ce préambule, les différents réalisateurs montrent des actions entreprises par des activistes s'opposant à l'élection de Vladimir Poutine. Ainsi, pendant deux mois de l'hiver 2011-2012, différentes manifestations de masse ou d'autres actions-choc sont présentées. Une chaîne humaine formée de quelque 30 000 personnes arborant un ruban blanc, signe de protestation, a ainsi ceinturé Moscou le 26 février 2012. Quelques manifestants gravissent l'échafaudage d'un immeuble pour remplacer un panneau à la gloire de Poutine par une banderole exigeant son départ. De multiples discussions entre pro- et anti-Poutine sont également filmées, l'une d'entre elles montre une personne critiquant vivement les actions menées, mais qui, à la fin, déclare voter pour un opposant ! Le point fort du film est sans conteste l'interview des Pussy Riot suivie immédiatement par leur action du 21 février dans la cathédrale du Christ-Sauveur de Moscou et de leur interpellation par la police. Un autre passage émouvant est celui où un jeune poète chevelu réclame cette liberté si bien mise en vers par Pouchkine et qui remonte la foule des manifestants scandant « Poutine voleur ! », « Poutine dégage ! » et ce slogan « Le pouvoir aux millions, pas aux millionnaires » qui semble être un des leitmotivs de la contestation.
Le film se veut aussi par moments teinté d'humour. Ainsi, cette bonne sœur prêchant devant quatre fidèles que « Dieu a voué Poutine à diriger la Russie » et « Croyez-vous que c'est facile de diriger un pays où il y a tellement de fous ? ». Lors d'une réunion du comité électoral plus que tendue, afin de détendre l'atmosphère une femme raconte avec cet humour si typiquement russe : « Une chatte a deux petits presque identiques. Pour ne pas les confondre, elle nomme le premier Peluche et noie l'autre. ». Mais le plus symptomatique du climat est ce car de « touristes » allant le 4 mars d'un bureau de vote à un autre. Lorsqu'un observateur demande leurs procurations, le responsable du bureau de vote sort du bureau avec tous les papiers. Après s'être inquiétés à plusieurs reprises du pourquoi de cet acte, les observateurs se voient répondre après une heure « Il est peut-être allé aux toilettes ».
Alors que pendant la campagne la police semblait avoir des airs plutôt goguenards et restait presque sans réaction face aux manifestants, sitôt la victoire de Vladimir Vladimirovitch Poutine annoncée, elle intervient de façon musclée. « Vous avez pourtant l'air Russes, mais vous tapez comme des Tchétchènes ! » leur lance un passant. La révolution semble définitivement avortée.
Dans leur isba, les deux hommes se resservent de vodka et continuent leur conversation.

## Fiche technique
- Titre : Hiver, va-t-en !
- Titre original russe : Зима, уходи! (Zima, oukhodi!)
- Titre anglais : Winter, Go Away!
- Réalisateurs :
  - Elena Khoreva
  - Denis Klebeïev
  - Askold Kourov (ru)
  - Dmitri Koubassov
  - Nadejda Leonteva
  - Anna Moïsseïenko
  - Madina Moustafina
  - Sofia Rodkevitch
  - Anton Sereguine
  - Alexeï Jiriakov
- Directeur artistique : Marina Razbejkina
- Producteurs : Marina Razbejkina, Mikhaïl Ougarov (ru), Dmitri Mouratov
- Pays :  Russie
- Année de production : 2012
- Durée : 79 minutes
- Langue : russe
- Sous-titres : anglais
- Format : couleur

### Premières
- 26 avril 2012 : première projection du film à la Maison des journalistes à Moscou
- 2 août 2012 : première mondiale au Festival du film de Locarno
- 6 décembre 2012 : diffusion sur la chaîne de télévision russe 24 Doc (ru)

## Distribution
- Olga Romanova : créatrice du mouvement social Russia Behind Bars (en) (Rus sidyashchaya)
- Boris Nemtsov : coprésident du Parti de la liberté du peuple (PARNAS)
- Alexeï Navalny : personnalité politique et publique
- Aleksandr Manotskov (ru) : compositeur
- Ilya Iachine : membre du présidium du mouvement Solidarnost
- Sergueï Oudaltsov : coordinateur du mouvement Front de gauche
- Mikhaïl Prokhorov : candidat à la présidentielle RF
- Ivan Mironov (bg) : écrivain, personnalité publique
- Mikhaïl Leontiev : journaliste
- Ievguenia Albats : journaliste
- Édouard Limonov : écrivain, représentant du parti L'Autre Russie

Non crédités
- Boris Akounine :
- Oleg Kachine :
- Garry Kasparov :
- Sergueï Mitrokhine :
- Ioulia Navalnaïa :
- Ilia Ponomarev :
- Vladimir Poutine :
- les Pussy Riot : elles-mêmes
- Vladimir Ryjkov :
- Iouri Saprykine :
- Violetta Volkova :
- Grigori Iavlinski :

## Le titre
Le titre Hiver, va-t-en ! a plusieurs explications. La première vient du film lui-même où, lors d'une manifestation, une poupée en paille est brûlée aux cris de « Hiver, va-t-en ! ». Cette poupée symbolise aussi bien Poutine que du désir que le long hiver russe finisse. Cela peut faire également référence au jour d’Ivan Kupala, similaire aux fêtes de la Saint-Jean occidentales. Enfin, ce cri n'est pas sans rappeler la perestroïka de Mikhaïl Gorbatchev.

## Projection au Parlement européen
Le 29 mai 2013, à l'issue de la projection du film présenté en compétition au Parlement européen à Bruxelles lors du festival One World, deux membres des Pussy Riot ont participé au débat portant sur les droits de l'homme en Russie, débat auquel participait Martin Schulz, président du Parlement européen.

## Récompenses et distinctions
- 2012 : Festival de cinéma russe Premières de Moscou, Moscou : prix du public
- 2012 : Festival international du film sur les droits de l'homme "Stalker", Moscou : prix spécial

### Sélection en festival
2013
- Festival international du cinéma indépendant (BAFICI) de Buenos Aires (Argentine)
- Festival international canadien du documentaire (Hot Docs), Toronto (Canada)
- Festival International du film Nancy-Lorraine (Aye Aye), Nancy (France)
- Festival de Cinéma Européen Indépendant VOICES, Vologda (Russie)
- Festival international du cinéma Tarkovski "Le Miroir", Ivanovo (Russie)
- Prix "NIKA", Moscou (Russie)
- Prix de l'Aigle d'or, Moscou (Russie)
- Festival des films documentaires sur les droits de l'homme "Jeden Svět", Prague (Tchéquie)
- Festival international du film indépendant AFM, Istanbul (Turquie)

2012
- Festival du film de Cottbus, festival de cinéma est-européen, Cottbus (Allemagne)
- Festival international du film documentaire et d'animation : DOK-Leipzig, Leipzig (Allemagne)
- Semaine de cinéma russe à Berlin, Berlin (Allemagne)
- Festival international du film de Vienne (Viennale), Vienne (Autriche)
- Festival international du film de Pau, Pau (France)
- Festival international du film de Turin, Turin (Italie)
- Festival international du film documentaire d'Amsterdam (IDFA), Amsterdam (Pays-Bas)
- Festival du film de Varsovie, Varsovie (Pologne)
- Lisbon and Estoril Film Festival, Estoril (Portugal)
- Festival du film russe à Londres, Londres (Royaume Uni)
- Lauriers des meilleurs documentaires, Moscou (Russie)
- Festival international du film sur les droits de l'homme "Stalker", Moscou (Russie)
- Festival-atelier international des films d'écoles “Kinoproba”, Ekaterinbourg (Russie)
- Prix de la Guilde des historiens et critiques de cinéma, Moscou (Russie)
- Festival international du cinéma documentaire de création "Artdocfest", Moscou (Russie)
- Festival de cinéma russe ''Premières de Moscou'', Moscou (Russie)
- Festival du film de Locarno, Locarno (Suisse)
- Festival international du film "Molodist", Kiev (Ukraine)

## Commentaires
- Malgré le fait que le film soit réalisé par dix personnes, celui-ci est cohérent et d'une continuité sans heurts.
- Le film démontre que Poutine n'avait pas de réelle opposition et que celle-ci était dispersée.
- Le sujet du film est principalement la contestation anti-Poutine. Ce qui lui est reproché n'est quasiment pas présenté.